# São Francisco de Sales (Minas Gerais)
São Francisco de Sales é um município brasileiro do estado de Minas Gerais, na microrregião de Frutal. Sua população recenseada em 2022 era de 5 732. A área é de 1.128,864 km² e a densidade demográfica, de 5,08 hab/km². 